# Anjirō
Anjirō (アンジロー?) o Yajirō (弥次郎, ヤジロウ?), battezzato come Paulo de Santa Fé, visse nel XVI secolo e fu secondo le fonti il primo giapponese cristiano. Dopo aver commesso un omicidio nel suo dominio di origine di Satsuma nel sud di Kyushu fuggì nella colonia portoghese di Malacca, in Malesia. Lì, si mise alla ricerca di san Francesco Saverio (1506-1552) per poi tornare con lui in Giappone in qualità di interprete. Insieme a Francesco Saverio, Anjirō tornò in Giappone con altri due gesuiti, due compagni giapponesi e un compagno cinese, formando la prima missione gesuita in Giappone.

## Biografia
Anjirō era originariamente un samurai del dominio di Satsuma, e veniva descritto come "ricco e di nobile estrazione", ma dopo aver ucciso un uomo fu costretto alla fuga. Nel porto di Kagoshima incontrò Alvaro Vas, capitano portoghese di una nave mercantile, al quale confessò il suo atto e descrisse le sue difficoltà da fuorilegge. Vas gli trovò un lavoro su una nave portoghese, ma Anjirō si presentò sulla nave sbagliata, guidata dal capitano Jorge Álvares, un amico stretto di Francesco Saverio. Álvares lo portò a Malacca per condurlo da Francesco Saverio poiché sentiva che fosse più adatto di lui ad ascoltare la confessione di Anjirō. Al loro arrivo, però, scoprirono che Francesco Saverio era partito per le Molucche. Deluso, Anjirō salì a bordo di una nave che lo avrebbe riportato in Giappone, ma a causa di una tempesta dovette rifugiarsi sulla costa cinese. Lì incontrò un altro capitano portoghese, che lo informò del ritorno di Francesco Saverio a Malacca, e per mezzo suo riuscì finalmente a incontrare il missionario nel dicembre 1547.

## Con Francesco Saverio
Anjirō a questo punto aveva imparato un po' di portoghese pidgin e poteva comunicare direttamente con Francesco Saverio. Il prete raccontò ad Anjirō la parola di Dio mentre Anjirō descriveva la terra del Giappone a Francesco Saverio, cosa che colpì così tanto il prete che decise di andare lui stesso in Giappone. Anjirō si recò poi con Francesco Saverio a Goa, quartier generale dell'India portoghese, dove fu battezzato con il nome Paulo de Santa Fé (Paolo della Santa Fede), approfondì la sua formazione nella lingua portoghese e ricevette la catechesi al Collegio San Paolo. Il 14 aprile 1549, Francesco Saverio lasciò Goa e si recò in Giappone con un gruppo di sette persone, incluso Anjirō come interprete, e raggiunse Malacca entro il 25 aprile. Lì salirono a bordo di una giunca pirata cinese poiché era l'unica imbarcazione che potevano prenotare che li avrebbe portati a Kagoshima.

### DeuseDainichi
Il gruppo sbarcò a Kagoshima il 15 agosto 1549 e presto attirò l'attenzione in quanto stranieri venuti da così lontano.
Anjirō radunò folle, descrivendo vividamente le sue esperienze , e persino il daimyō di Satsuma Shimazu Takahisa incuriosito mandò a chiamare Anjirō e Francesco Saverio per un'udienza alla sua corte. Francesco Saverio fece una buona impressione sul giovane daimyō, che permise ai suoi vassalli di convertirsi al nuovo culto. Tuttavia, a quel tempo i giapponesi non si rendevano conto che Francesco Saverio in realtà stesse predicando una nuova religione diversa dal buddismo. La confusione fu aggravata dalla scelta di Anjirō di usare il termine "Dainichi", la parola giapponese per Vairocana Buddha, per riferirsi al Dio cristiano poiché erroneamente presumeva che il Giappone avesse un solo Dio creatore. Francesco Saverio alla fine si rese conto dell'errore nell'estate del 1551 mentre predicava a Yamaguchi, lontano da Satsuma. Da allora in poi usò la parola latina "Deus" e denunciò il termine "Dainichi" come "un'invenzione del diavolo". I monaci buddisti, che inizialmente rispettavano Francesco Saverio, ora si risentivano nei suoi confronti, costituendo un ostacolo agli sforzi dei gesuiti. Saverio riconobbe che Anjirō non era istruito nella lingua scritta (cinese classico) e quindi non sapeva leggere abbastanza bene per fornire spiegazioni sugli affari religiosi della sua terra natale.
Recentemente, le circostanze della traduzione di Anjirō sono state complicate dagli studiosi, tra cui Jason Ānanda Josephson Storm. Josephson nota che la scelta di Anjirō di tradurre Deus come Dainichi riflette i precedenti mezzi dei buddisti Shingon per affrontare la differenza religiosa, con i quali Anjirō potrebbe aver avuto familiarità. Pertanto la terminologia di Anjirō potrebbe aver rappresentato una convinzione indigena giapponese secondo cui "la traduzione può colmare le divergenze".

## Dopo Francesco Saverio
Dopo meno di un anno a Kagoshima, Francesco Saverio partì per Kyoto nella speranza di convertire l'imperatore del Giappone al cristianesimo in modo che l'intera nazione lo seguisse, affidando ad Anjirō la guida della congregazione cattolica che erano riusciti a formare. Dopo che Francesco Saverio tornò dal suo tentativo infruttuoso a Kyoto, durante il quale si rese conto che sia l'imperatore del Giappone che lo shogun Ashikaga erano impotenti durante il caotico periodo Sengoku e che la loro conversione non avrebbe portato a nulla, fu richiamato a Goa nel 1552 e successivamente concentrò i propri sforzi sulla Cina, morendo sull'isola di Shangchuan nello stesso anno.
Dopo la partenza di Francesco Saverio dal Giappone, la missione di Anjirō a Kagoshima fu abbandonata in soli due anni e Anjirō fu scacciato dalla persecuzione religiosa. Si dedicò alla pirateria e morì come pirata wokou durante un'incursione in Cina.